# Associação Atlética Light & Power
A Associação Atlética Light & Power ou AAL&P foi uma equipe brasileira de futebol amadora do estado de São Paulo. Formada por funcionários da companhia de energia elétrica da época, a Light & Power (atualmente AES Eletropaulo), disputou apenas 3 edições do Campeonato Paulista (1926, 1932 e 1933).
Apesar de sua curta duração, tem grande valor histórico para o futebol brasileiro. Quando ainda chamava-se SE Linhas e Cabos, promoveu o primeiro jogo noturno que se tem notícia no país. Isso se deu em 23 de Junho de 1923 na Várzea do Glicério, região central da cidade de São Paulo, quando o time jogou contra a Associação Atlética República sob a iluminação dos faróis de 20 bondes. Apesar da derrota, por 2x1, agora o Linhas e Cabos era o único time que podia dizer que também treinava nos dias de semana.

## Títulos
Campeonato Paulista - Série A2 = 1942